# Hrabstwo Yuba
Hrabstwo Yuba (ang. Yuba County) – hrabstwo w stanie Kalifornia w Stanach Zjednoczonych. Obszar całkowity hrabstwa obejmuje powierzchnię 643,73 mil² (1667,25 km²). Według szacunków United States Census Bureau w roku 2009 miało 72 925 mieszkańców.
Hrabstwo powstało w 1850 roku. Na jego terenie znajdują się:
- miejscowości – Marysville, Wheatland,
- CDP – Camptonville, Challenge-Brownsville, Dobbins, Linda, Loma Rica, Olivehurst, Plumas Lake, Smartsville.